# Vláda Jarosława Kaczyńského
Vláda Jarosława Kaczyńského byla od 14. července 2006 do 16. listopadu 2007 polskou vládou pod vedením Jarosława Kaczyńského. Jednalo se o koaliční kabinet Práva a spravedlnosti, Sebeobrany Polské republiky a Ligy polských rodin, od srpna 2007 pak o menšinový kabinet Práva a spravedlnosti. Vláda navázala na předchozí vládu Kazimierze Marcinkiewicze, obsazení ministerských postů obou vlád se liší jen minimálně.
Sejm vyslovil vládě důvěru 19. července 2006, když pro ni hlasovalo 240 poslanců PiS, Sebeobrany, LPR a Národního parlamentního kola. Proti bylo 205 poslanců Občanské platformy, Svazu demokratické levice a Polské lidové strany.

## Vládní krize na podzim 2006
Po jednání politické rady PiS Jarosław Kaczyński navrhl 21. září 2006 prezidentovi odvolání vicepremiéra a ministra zemědělství a rozvoje venkova Andrzeje Leppera a ten jej druhý den odvolal. Důvodem byly rozsáhlé rozpočtové požadavky, jež Lepper předložil bez předchozí konzultace. Sebeobrana se pak přiblížila odchodu do opozice. Část jejích poslanců ji ale opustila a spolu s dosavadními poslanci Národního parlamentního kola založili parlamentní klub Lidově-národní hnutí, který podporoval vládu.
Dne 26. září 2006 vyšlo díky nahrávkám najevo, že zástupci PiS nabízeli poslankyni Renatě Beger, aby vystoupila ze Sebeobrany a nadále podporovala vládu. Beger výměnou za to požadovala mj. místo státní podsekretářky na Ministerstvu zemědělství a rozvoje venkova. Navíc nabídla přestoupení pěti dalších poslanců ze Sebeobrany do klubu PiS. Zástupce kanceláře premiéra Adam Lipiński jí zároveň nabídl právní a finanční pomoc, mj. kvůli splacení směnky, kterou vystavila Sebeobrana všem svým poslancům - měly být splaceny v případě, že kterýkoli z poslanců opustí její klub nebo z něj bude vyloučen. Lipiński přiznal, že o celé záležitosti věděl i premiér.
Lepper byl nakonec 16. října znovu jmenován vicepremiérem i ministrem zemědělství a rozvoje venkova.

## Vládní krize v roce 2007 a konec vlády
V důsledku korupční aféry odhalené Centrálním protikorupčním úřadem na Ministerstvu zemědělství a rozvoje venkova, která se měla týkat i vicepremiéra, ministra a předsedy koaliční Sebeobrany Andrzeje Leppera, byl Lepper 9. července 2007 z obou funkcí znovu odvolán. Následujícího dne klub Sebeobrany rozhodl o odchodu strany z koalice, ale poslední rozhodnutí ponechal na předsedovi Lepperovi. Ten rozhodl, že strana "podmíněně" zůstane v koalici, než se celá aféra vyjasní. Opoziční Svaz demokratické levice v reakci na to předložil návrh na rozpuštění Sejmu.. Opoziční Občanská platforma také navrhla rozpuštění Sejmu a navíc podala návrhy na hlasování o nedůvěře všem ministrům Kaczyńského vlády. Dne 13. července 2007 předsednictvo Sebeobrany znovu rozhodlo o vystoupení z koalice, ale konečné rozhodnutí nechalo znovu na Lepperovi. Ten po setkání s Romanem Giertychem rozhodl o setrvání strany v koalici. Oba lídři se zároveň dohodli na vzniku společné strany s názvem "Liga a Sebeobrana".
Liga a Sebeobrana navrhly 30. července do funkce ministra zemědělství Krzysztofa Sikoru, návrat Daniela Pawłowce na post zástupce ředitele Komitétu evropské integrace a vytvoření vyšetřovací komise ve věci akce Centrálního protikorupčního úřadu na Ministerstvu zemědělství a rozvoje venkova. Místopředseda vlády za PiS Przemysław Gosiewski všechny návrhy odmítl. Následující den byl ministrem zemědělství a rozvoje venkova jmenován poslanec PiS Wojciech Mojzesowicz, čímž byla porušena koaliční dohoda, která křeslo přidělovala Sebeobraně. Celostátní rada Sebeobrany 5. srpna přijala usnesení, že Jarosław Kaczyński zničil koalici. Zároveň vypověděla koaliční smlouvu a vyzvala své ministry Andrzeje Aumillera a Annu Kalatu, aby dali svá místa k dispozici premiérovi..
Jarosław Kaczyński pak nechal 8. srpna odvolat i ministra vnitra a administrativy Janusze Kaczmarka, který měl být také zapojený do úniku týkajícího se zásahu na Ministerstvu zemědělství. Kaczmarek to odmítl a sdělil, že podezřelí kvůli úniku jsou jiní ministři. Prohlásil zároveň, že prokuratura pod vedením ministra spravedlnosti Zbigniewa Ziobry není schopna aféru vyřešit a je tedy potřeba zřízení parlamentní vyšetřovací komise. Novým ministrem vnitra byl jmenovaný Władysław Stasiak. Kaczmarek později z úniku obvinil Ziobra. Tuto informaci pak potvrdil i Lepper - Ziobro mu měl o akci povědět již 14. června během jednání v Kanceláři premiéra. Kaczmarek zároveň obvinil Ziobra z toho, že hledal "páky" na ministra Zbigniewa Wassermanna a inspiroval mediální články, jež ho prezentovaly ve špatném světle.
Roman Giertych 10. srpna navrhl nové koaliční vyjednávání mezi PiS, Sebeobranou a LPR o uspořádání, v rámci něhož neměli být členy vlády předsedové koaličních stran. Podle Giertycha se postu premiéra mohli ujmout Kazimierz Marcinkiewicz, Zyta Gilowska, Zbigniew Ziobro nebo Kazimierz Michał Ujazdowski. Giertych zároveň prohlásil, že jeho strana nepodpoří návrhy na rozpuštění Sejmu.. Den na to Giertych po schůzce s premiérem informoval o tom, že Kaczyński vypověděl koaliční smlouvu. Téhož dne rozhodla Politická rada PiS o vypovězení koalice a svolání předčasných voleb. Prezident Lech Kaczyński potom 13. srpna odvolal ministry za Sebeobranu a LPR - Annu Kalatu, Andrzeje Aumillera, Romana Giertycha a Rafała Wiecheckého. Ještě stejného dne poslanci Ligy a Sebeobrany iniciovali hlasování o konstruktivním vyjádření nedůvěry vládě a na premiéra navrhli Janusze Kaczmarka. V následujících dnech byli odvoláni náměstci ministrů za Sebeobranu a LPR.
V září se premiér svérázným způsobem vypořádal s návrhy Občanské platformy na vyslovení nedůvěry jeho ministrům. Všech 15 dotčených ministrů (zbylí 4 byli dříve vyměněni) nechal 7. září odvolat. Tím zamezil hlasování Sejmu o jejich odvolání. Během následujících dní ale nechal všechny ministry znovu jmenovat do svých původních funkcí.

## Složení vlády
| Portfej                                                   | Ministr / člen vlády           | Strana      | Nástup do úřadu   | Odchod z úřadu     |
| --------------------------------------------------------- | ------------------------------ | ----------- | ----------------- | ------------------ |
| Předseda vlády                                            | Jarosław Kaczyński             | PiS         | 14. července 2006 | 16. listopadu 2007 |
| Místopředseda vlády                                       | Ludwik Dorn                    | PiS         | 14. července 2006 | 27. dubna 2007     |
| Místopředseda vlády                                       | Przemysław Gosiewski           | PiS         | 8. května 2007    | 16. listopadu 2007 |
| Místopředseda vlády                                       | Andrzej Lepper                 | Sebeobrana  | 14. července 2006 | 9. července 2007   |
| Místopředseda vlády                                       | Roman Giertych                 | LPR         | 14. července 2006 | 13. srpna 2007     |
| Místopředsedkyně vlády                                    | Zyta Gilowska                  | nestranička | 22. září 2006     | 16. listopadu 2007 |
| Ministr vnitra a administrativy                           | Ludwik Dorn                    | PiS         | 14. července 2006 | 7. února 2007      |
| Ministr vnitra a administrativy                           | Janusz Kaczmarek               | nestraník   | 8. února 2007     | 8. srpna 2007      |
| Ministr vnitra a administrativy                           | Władysław Stasiak              | nestraník   | 8. srpna 2007     | 16. listopadu 2007 |
| Ministryně zahraničí                                      | Anna Fotyga                    | PiS         | 14. července 2006 | 16. listopadu 2007 |
| Ministryně regionálního rozvoje                           | Grażyna Gęsicka                | nestranička | 14. července 2006 | 16. listopadu 2007 |
| Ministr školství                                          | Roman Giertych                 | LPR         | 14. července 2006 | 13. srpna 2007     |
| Ministr školství                                          | Ryszard Legutko                | nestraník   | 13. srpna 2007    | 16. listopadu 2007 |
| Ministr státního pokladu                                  | Wojciech Jasiński              | PiS         | 14. července 2006 | 16. listopadu 2007 |
| Ministr stavebnictví                                      | Antoni Jaszczak                | Sebeobrana  | 14. července 2006 | 3. listopadu 2006  |
| Ministr stavebnictví                                      | Andrzej Aumiller               | Sebeobrana  | 3. listopadu 2006 | 13. srpna 2007     |
| Ministr stavebnictví                                      | Mirosław Barszcz               | nestraník   | 13. srpna 2007    | 16. listopadu 2007 |
| Ministryně práce a sociálních věcí                        | Anna Kalata                    | Sebeobrana  | 14. července 2006 | 13. srpna 2007     |
| Ministryně práce a sociálních věcí                        | Joanna Kluzik-Rostkowska       | PiS         | 13. srpna 2007    | 16. listopadu 2007 |
| Ministr financí                                           | Stanisław Kluza                | nestraník   | 14. července 2006 | 22. září 2006      |
| Ministr financí                                           | Zyta Gilowska                  | nestranička | 22. září 2006     | 16. listopadu 2007 |
| Ministr zemědělství a rozvoje venkova                     | Andrzej Lepper                 | Sebeobrana  | 14. července 2006 | 9. července 2007   |
| Ministr zemědělství a rozvoje venkova                     | Jarosław Kaczyński (úřadující) | PiS         | 9. července 2007  | 31. července 2007  |
| Ministr zemědělství a rozvoje venkova                     | Wojciech Mojzesowicz           | PiS         | 31. července 2007 | 16. listopadu 2007 |
| Ministr sportu                                            | Tomasz Lipiec                  | nestraník   | 14. července 2006 | 9. července 2007   |
| Ministr sportu                                            | Jarosław Kaczyński (úřadující) | PiS         | 9. července 2007  | 23. července 2007  |
| Ministryně sportu a turistiky                             | Elżbieta Jakubiak              | nestranička | 23. července 2007 | 16. listopadu 2007 |
| Ministr dopravy                                           | Jerzy Polaczek                 | PiS         | 14. července 2006 | 16. listopadu 2007 |
| Ministr zdravotnictví                                     | Zbigniew Religa                | PC          | 14. července 2006 | 16. listopadu 2007 |
| Ministr vědy a vyššího vzdělávání                         | Michał Seweryński              | nestraník   | 14. července 2006 | 16. listopadu 2007 |
| Ministr národní obrany                                    | Radosław Sikorski              | nestraník   | 14. července 2006 | 7. února 2007      |
| Ministr národní obrany                                    | Aleksander Szczygło            | PiS         | 7. února 2007     | 16. listopadu 2007 |
| Ministr životního prostředí                               | Jan Szyszko                    | PiS         | 14. července 2006 | 16. listopadu 2007 |
| Ministr kultury a národního dědictví                      | Kazimierz Michał Ujazdowski    | PiS         | 14. července 2006 | 16. listopadu 2007 |
| Ministr mořského hospodářství                             | Rafał Wiechecki                | LPR         | 14. července 2006 | 13. srpna 2007     |
| Ministr mořského hospodářství                             | Marek Gróbarczyk               | nestraník   | 7. února 2007     | 16. listopadu 2007 |
| Ministr hospodářství                                      | Piotr Woźniak                  | nestraník   | 14. července 2006 | 16. listopadu 2007 |
| Ministr spravedlnosti                                     | Zbigniew Ziobro                | PiS         | 14. července 2006 | 16. listopadu 2007 |
| Ministr bez portfeje, koordinátor speciálních služeb      | Zbigniew Wassermann            | PiS         | 14. července 2006 | 16. listopadu 2007 |
| Ministr bez portfeje, předseda Stálé komise Rady ministrů | Przemysław Gosiewski           | PiS         | 14. července 2006 | 8. května 2007     |
| Ministr bez portfeje, šéf Kanceláře premiéra              | Mariusz Błaszczak              | PiS         | 27. března 2007   | 16. listopadu 2007 |